# Distrito de Alto Trujillo
El Distrito de Alto Trujillo es uno de los doce distritos que conforman  la Provincia de Trujillo, ubicada en el Departamento de La Libertad, en el Norte del Perú. Fue creado el 15 de diciembre del 2022, mediante la Ley N.º 31644 por aprobación del Congreso de la República y durante el gobierno de la presidenta Dina Boluarte.

## Límites
El Distrito de Alto Trujillo limita al:
| Noroeste: Distrito de Huanchaco                             | Norte: Distrito de Huanchaco | Nordeste: Distrito de Huanchaco, Distrito de El Porvenir |
| Oeste: Distrito de Huanchaco                                |                              | Este: Distrito de El Porvenir                            |
| Suroeste: Distrito de La Esperanza, Distrito de El Porvenir | Sur: Distrito de El Porvenir | Sureste: Distrito de El Porvenir                         |

## Historia
El actual distrito del Alto Trujillo es el distrito más joven del Perú, siendo creado el 15 de diciembre del año 2022. Después de más de 15 años de gestiones y lucha de sus habitantes.
El alcalde del distrito de El Porvenir, Víctor Rebaza Benites, quien era el encargado de la administración de Alto Trujillo, informó que en este nuevo distrito viven un poco más de 90,000 personas, de las cuales más del 30 % no tiene acceso a servicio básicos como agua y alcantarillado. Asimismo, más del 60 % de sus habitantes necesitan tener un título de propiedad para ser dueños de sus lotes. 

### Población del distrito
El distrito del Alto Trujillo, ubicado en la provincia de Trujillo, en el departamento de La Libertad, Perú, actualmente el distrito cuenta con un poco más de 90,000 personas. Este distrito se ha poblado principalmente por varias razones: 
- Muchas personas se han trasladado desde zonas rurales hacia Trujillo buscando mejores oportunidades económicas, acceso a servicios y una mejor calidad de vida. Alto Trujillo se ha convertido en un destino para estos migrantes debido a su proximidad a la ciudad principal y los costos de vida relativamente más bajos.
- Trujillo ha experimentado un crecimiento urbano significativo, y las áreas circundantes, como Alto Trujillo, han absorbido parte de este crecimiento. La expansión de la ciudad ha llevado a la urbanización de áreas previamente rurales o poco desarrolladas.
- Han existido diversos programas y esfuerzos de regularización de asentamientos informales que han incentivado la ocupación y urbanización de Alto Trujillo. Estos programas buscan proporcionar servicios básicos y legalizar la propiedad de la tierra para mejorar la calidad de vida de los residentes.
- La disponibilidad de terrenos a precios accesibles en comparación con el centro de Trujillo ha sido un factor importante para las personas que buscan adquirir viviendas o terrenos para construir.

## Geografía del Alto Trujillo
El distrito de Alto Trujillo se encuentra en la provincia de Trujillo, en el departamento de La Libertad, Perú. Se localiza al noreste de la ciudad de Trujillo, en la costa norte del país. El distrito tiene una superficie aproximada de 42 kilómetros cuadrados. El terreno es predominantemente plano, con algunas zonas de lomas y colinas suaves. 

### Clima
El clima en Alto Trujillo es árido y semiárido, caracterizado por temperaturas cálidas durante todo el año. Las precipitaciones son escasas, concentradas principalmente entre los meses de diciembre y marzo.

### Vegetación
La vegetación natural es escasa debido al clima árido. Se pueden encontrar especies adaptadas a la sequía. 

## Construcciones y mejoramiento del distrito
El distrito actualmente cuenta con construcciones en desarrollo, donde se destacan: 
- Pistas y veredas
- Centros educativos
- Centros recreativos
- Postas médicas y centros de salud
- Comisaría
- Bancos
- Mercados

### Turismo: cerro Bolongo
El popular cerro Bolongo se podría convertir en un nuevo atractivo turístico de La Libertad. Existe un proyecto para transformar el arenal en un visto centro recreativo. La iniciativa beneficiaría a más de 90 mil habitantes de Alto Trujillo. Este proyecto aún se encuentra en perfil y se espera que en dos años pueda quedar concretado. Los más beneficiados serán los más de 90 mil habitantes de Alto Trujillo, quienes podrán disfrutar no solo del paisaje sino también del flujo de visitantes.